# Tatort: Weil sie böse sind
Weil sie böse sind ist ein deutscher Fernsehfilm unter der Regie von Florian Schwarz, der vom Hessischen Rundfunk innerhalb der ARD-Krimireihe Tatort produziert wurde. Der 17. Fall der Frankfurter Ermittler Fritz Dellwo (Jörg Schüttauf) und Charlotte Sänger (Andrea Sawatzki) aus dem Jahr 2010 wurde unter anderem mit dem Deutschen Fernsehpreis 2010 als bester Fernsehfilm ausgezeichnet. Milan Peschel spielt einen verzweifelten Vater und Matthias Schweighöfer einen Millionärssohn, der nicht nur seine Familie verachtet.

## Handlung
Der Film beginnt mit einem Zitat Rousseaus:

„Wir hassen die Bösen nicht nur,
weil sie uns schaden,
sondern weil sie böse sind.“

Der Angestellte Rolf Herken stellt fest, dass seine Abteilungsleiterin Sandra Jakesch seine innovative Idee gestohlen hat, von der er sich eine dringend benötigte Gehaltserhöhung erhofft hatte. Als alleinerziehender Vater ist er auf das Geld angewiesen, um seinem autistischen Sohn Manuel eine Therapie zu ermöglichen.
Herken muss Geld beschaffen und besucht den reichen Stifter Reinhard Staupen in seinem Schloss, um Mittel aus dem „Förderprogramm für Kinder mit Entwicklungsstörungen“ zu erbitten; als Staupen ihn desinteressiert abweist, erzählt ihm Herken von der gemeinsamen Geschichte ihrer Familien und will ihm die in einem Ordner gesammelten Dokumente dazu vorlegen: Staupens Vorfahren hätten im 14. Jahrhundert die unschuldigen Vorfahren Herkens an den Galgen gebracht. Staupen beleidigt ihn auf das Gröbste und wird von Rolf Herken mit einem historischen Morgenstern im Affekt erschlagen – aufgezeichnet von einer Überwachungskamera.
Staupens Sohn Balthasar entdeckt die Leiche und das Überwachungsvideo, das ihm offensichtlich Genugtuung verschafft. Er beseitigt die Spuren, die der Täter hinterlassen hat. In dem von Herken zurückgelassenen Ordner findet er dessen Adresse, er sucht ihn auf, um ihn für einen Feldzug gegen seine eigene, verhasste Familie zu instrumentalisieren. In der Folge tötet Herken infolge von Erpressung durch Balthasar – jeweils allerdings in Notwehr – erst dessen Onkel Mike, eine Rotlicht-Größe, und dann dessen Tante Freya, eine knallharte Unternehmerin.
Nachdem – durch die Einmischung Balthasars – Herken doch Vorgesetzter von Sandra Jakesch wird, versucht diese ihn zu verführen, wobei Herken Sandra Jakesch die Taten gesteht. Diese sieht nun eine Gelegenheit, den Kollegen loszuwerden, indem sie eine entsprechende Aussage bei der Polizei macht. Doch der tatverdächtige Balthasar Staupen fängt sie im Polizeirevier zufällig ab und fährt das Auto, in dem er mit ihr vor den Kommissaren flieht, gegen einen Stapel aus Betonplatten. Zuvor hatte Balthasar Herken telefonisch noch das Versprechen abgenommen, sein Wissen für sich zu behalten. Das Fahrzeug geht in Flammen auf und beide Insassen sterben. Balthasar Staupen und Sandra Jakesch, an die ein großer Geldbetrag ging, bleiben als Verdächtige – der Fall Staupen wird dem Landeskriminalamt übergeben.
In einer Nebenhandlung kündigt der Vorgesetzte von Dellwo und Sänger seinen vorzeitigen Ruhestand an. Beide Kommissare wollen ihm nachfolgen, weshalb sie aus Rivalität den ganzen Film hindurch nicht oder nur ungenügend kommunizieren. Am Ende wird der Ruhestand verschoben.
Am Schluss des Films gehen Dellwo und Sänger am Main spazieren. Auf einer Bank sitzt Herken mit seinem Sohn. Im Hintergrund fährt ein Schiff mit dem Namen Libertas vorbei.

## Hintergrund
Michael Proehl schrieb das Buch nach einer Story von Matthias Tuchmann und Florian Schwarz, der auch Regie führte. Die Dreharbeiten unter dem Arbeitstitel Serienkiller fanden vom 28. April bis zum 5. Juni 2009 statt. Gedreht wurde in Frankfurt am Main und Umgebung. Es handelt sich um den vorletzten Fall für die Kommissare Fritz Dellwo und Charlotte Sänger. Zum letzten Mal ermittelten sie in der am 5. September 2010 gesendeten Folge Am Ende des Tages.
Als Filmmusik werden mehrfach Ausschnitte aus der 7. Sinfonie in A-Dur, op. 92 Ludwig van Beethovens und ein Teil der 9. Sinfonie von Antonín Dvořák verwendet. Lieder von Bob Dylan und insbesondere It’s All Over Now, Baby Blue sind wiederholt zu hören.

## Rezeption

### Kritiken
„Das Drehbuch (Michael Pröhl) dieses Krimis ist allerdings auf geradezu perfide Weise ausgeklügelt. Man kann fast gar nicht anders, als dem mehrfachen Mörder zu wünschen, ungestraft davon zu kommen: Rolf Herken (Milan Peschel) muss einem einfach leid tun.“

„Es ist ein fabelhafter Plot, den uns Drehbuchautor Michael Proehl serviert. Und da stört es auch überhaupt nicht, dass die beiden Kommissare [Dellwo und Sänger] in ihrem vorletzten ‘Tatort’ zur Aufklärung der Morde überhaupt nichts beizutragen haben. […] sie widmen sich lieber den eigenen Machtspielchen am Frankfurter Hauptkommissariat, die so viel banaler sind als der teuflische Pakt, den Schweighöfer als Schicki-Micki-Adelsspross mit dem unfreiwillig zum Serienmörder mutierten Witwer eingeht.“

Rainer Tittelbach von Tittelbach.tv urteilte‚ wenn man „Fernsehrealismus und das Wörtchen ‚Glaubwürdigkeit‘ für 90 Minuten vergessen“ könne, werde „dieser ‚Tatort‘ zu einem packenden Krimi-Erlebnis. Mit seinen überraschenden Wendungen und aberwitzigen Situationen, mit Milan Peschel als kleinlautem Mörder und Matthias Schweighöfer als großspurigem Racheengel ha[be] er das Zeug zum Kultkrimi, an den man sich sehr viel länger als an andere ‚Tatorte‘ erinnern [werde].“ Weiter führte der Kritiker aus: „‘Wir opfern und benutzen Menschen, wie wir wollen‘, heißt es in ‘Weil sie böse sind’. Spielchen auch im Polizeipräsidium. Sänger und Dellwo ergehen sich in Ego-Trips – und kommen deshalb nicht weit bei ihren Ermittlungen. Gier und Selbstsucht, Hitchcock und Highsmith, Bob Dylan singt, Rousseau gibt das Motto vor, Peschel & Schweighöfer glänzen und der ‚Tatort‘-Whodunit wird auf den Müllhaufen der Fernsehgeschichte befördert.“

### Einschaltquoten
Die Erstausstrahlung von Weil sie böse sind am 3. Januar 2010 wurde in Deutschland insgesamt von 7,54 Millionen Zuschauern gesehen und erreichte einen Marktanteil von 20,2 % für Das Erste; in der Gruppe der 14- bis 49-jährigen Zuschauer konnten 2,61 Millionen Zuschauer und ein Marktanteil von 16,7 % erreicht werden.

### Auszeichnungen
- Deutscher Fernsehpreis 2010 als Bester Fernsehfilm
- Deutscher Fernsehkrimipreis 2010: Sonderpreis an Milan Peschel für die herausragende Sonderleistung (Schauspiel)
- Hessischer Fernsehpreis 2010 an Matthias Schweighöfer und Milan Peschel
- Nominierung für den Adolf-Grimme-Preis 2010